# Guerra de precios

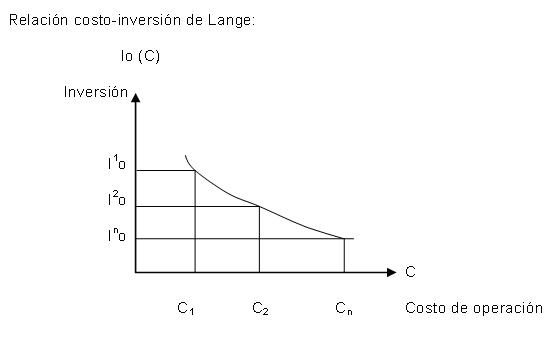

Guerra de precios es un término utilizado en los negocios para definir un estado de intensa competitividad acompañada con una serie de reducciones de precios multilaterales. Un competidor bajará su precio y otros lo harán en mayor cuantía. Si uno de los que han reaccionado reduce su precio por debajo del primero, entonces se inicia una nueva ronda de descensos. Las empresas compiten en precios para ganar cuotas de mercado, las grandes empresas se quedan sin beneficios para hundir a la empresa rival.
A corto plazo, las guerras de precios son buenas para los consumidores que pueden beneficiarse de los precios bajos. Generalmente, no son buenas para las compañías implicadas. Si los precios más bajos recortan los márgenes, pueden amenazar la supervivencia de la empresa. 
A largo plazo, pueden ser buenas para las firmas dominantes en el sector. Habitualmente, las más pequeñas serán incapaces de competir y deberán cerrar. Las que quedan absorberán la cuota de mercado de las que han abandonado. Los principales perdedores, entonces son las firmas marginales y quienes invirtieron en ellas. A largo plazo, el consumidor podría también llegar a perder. Con menos empresas en el mercado, los precios tienden a incrementarse, a veces hasta niveles superiores que antes de la guerra.

## Razones
Las principales razones para las guerras de precios son:
- Utilizar demasiada capacidad de producción. Antes que llevar una planta por debajo de su capacidad óptima, las empresas reducen sus precios para vender suficiente para mantener la planta trabajando a su nivel óptimo.
- Bancarrota y supervivencia. Las compañías próximas a la bancarrota aumentan el volumen de ventas para conseguir suficiente liquidez para su supervivencia.
- Respuesta a un ataque de la competencia. Un competidor puede intentar ganar cuota de mercado a costa de tu producto vendiendo el suyo a menor precio. En general, es mejor utilizar la estrategia de introducir una firma más competitiva que reducir el precio de mercado (ver dirección de marca).
- La naturaleza del producto. Algunos productos como los bienes de consumo, son difíciles de diferenciar. Sin características distintivas, el precio resulta el único término de comparación.
- Precio de introducción. Si alguna de las firmas está empleando un precio político como estrategia de introducción de un producto, entonces los precios del mercado serán bajos.
- Oligopolio. Si la estructura de la industria es oligopolística (es decir, existe poca competencia), los actores vigilarán de cerca sus estrategias y estarán preparados para realizar bajadas de precios.
- Emprendedurismo: los criterios de valuación de empresas enfocados en nivel de ventas pueden llevar a estrategias agresivas de emprendedores, incluso al límite de no cobrar por un servicio o producto.[1]